# Zara (croiseur)
Pour les articles homonymes, voir Zara.
Le Zara était un croiseur lourd de la classe Zara à laquelle il a donné son nom et mise en service dans la Regia Marina dans les années 1930. Nommé en l'honneur de la ville italienne de Zara (aujourd'hui Zadar, en Croatie), il est mis sur cale au chantier Odero-Terni-Orlando de La Spezia (Ligurie) le 4 juillet 1929, il est lancé le 27 avril 1930 et admis au service actif le 20 octobre 1931.
En tant que navire amiral de la 1re division, le Zara a participé à de nombreuses missions d'attaque de convois britanniques en Méditerranée pendant la Seconde Guerre mondiale. En juillet 1940, il participe à la bataille de Punta Stilo, en novembre de la même année à la bataille de Tarente, et en mars 1941 à la bataille du cap Matapan. Lors de cette bataille, il est coulé avec ses sister-ships Fiume et Pola dans la nuit du 29 mars 1941 par trois cuirassés britanniques. La plupart des 783 officiers et marins, dont l'Ammiraglio di divisione Carlo Cattaneo, disparaissent dans le naufrage.

## Conception

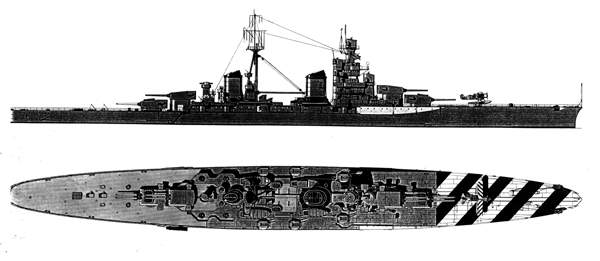
Plan du Zara.

Le Zara avait une longueur hors-tout de 182,8 mètres (600 pieds) pour une largeur de 20,62 mètres et un tirant d'eau de 7,2 mètres. Il déplaçait 13 944 tonnes en charge nominale et 14 168 tonnes à pleine charge, bien que le traité naval de Washington stipulait un navire de maximum 10 000 tonnes. Il était propulsé par des turbines à vapeur Parsons alimentées par huit chaudière à tubes d'eau Yarrow. Sa puissance était de 95 000 chevaux-vapeur (71 000 kW) permettant une vitesse de pointe de 33 nœuds. Son équipage comprenait 841 officiers et hommes d'équipage.
Il était protégé par une ceinture blindée de 100 à 150 mm, un pont blindé de 70 mm d'épaisseur dans la partie centrale, réduit à 20 mm à chaque extrémité. Les tourelles avaient un blindage de 120 à 140 mm et les barbettes de 140 à 150 mm.
Son armement comprenait huit canons de 203 mm Ansaldo disposés en quatre tourelles doubles modèle 1927. Ce canon de 53 calibres - version améliorée du modèle 1924 des Trento - pouvait tirer des obus explosifs de 110 kg à une distance maximale de 31 550 mètres (+ 45 °) et des obus perforants de 125 kg à 31 566 mètres (+ 45 °) à raison de deux à quatre coups par minute. La tourelle double M1927 pesait 181 tonnes en ordre de combat et pouvait pointer en site de - 5 ° à + 45 ° à raison de 5 ° par seconde et en azimut sur 150 ° à raison de 6 ° par seconde. La dotation en munitions est inconnue.
Il était équipé de 16 canons de 100 mm Škoda 10 cm K10 modèle 1927 en huit affûts doubles. Ce canon de 47 calibres tirait des obus explosifs de 26 kg à une distance maximale de 15 240 mètres (+ 45 °) en tir anti-surface et de 10 000 mètres en tir antiaérien (+ 85 °), à raison de 8 à 10 coups par minute. L'affût double italien pouvait pointer en site de - 5 ° à + 85 ° et sur 360 ° en azimut. La dotation en munitions est inconnue.
Il avait également quatre canons de 40 mm Vickers Terni modèle 1915 en quatre affûts simples. Ce canon de 39 calibres tirait des obus de 1,34 kg à une distance maximale de 3 475 mètres en tir de surface (+ 45 °) et de 1 100 mètres en tir antiaérien et ce à raison de 50 à 75 coups par minute. L'affût simple pointait en site de - 5 ° à + 80 ° et en azimut sur 360 °. La dotation en munitions est inconnue mais sur les unités de la classe Navigatori, chaque affût embarquait 1 500 obus.
L'armement de la classe Zara évolua avant même le début du conflit. En 1937, un affût double de 100 mm fut débarqué tout comme les canons de 40 mm qui furent remplacés par huit canons de 37 mm Breda modèle 1932. Les huit canons étaient montés en quatre affûts doubles. Ce canon de 54 calibres tirait des obus explosifs de 1,63 kg à une distance maximale efficace de 4 000 mètres (+ 45 °) en tir de surface et de 5 000 mètres en tir antiaérien (+ 80 °) à raison de 60, 90 ou 120 coups par minute.
L'affût double modèle 1932 pesait 5 tonnes en ordre de combat et pouvait pointer en site de - 10 ° à + 80 ° et en azimut sur 120 °. La dotation en munitions était d'environ 1 500 obus par canon.
Le nombre de canons de ce type fut porté en 1940 à 16, puis renforcé par huit mitrailleuses de 13,2 mm en quatre affûts doubles. Cette dernière arme disposait d'un canon de 75,7 calibres, tirant des projectiles de 125 grammes à une distance maximale effective de 2 000 mètres, à raison de 500 coups par minute. L'affût double pouvait pointer en site de - 11 ° à + 85 ° et en azimut sur 360 °. Chaque mitrailleuse disposait de 1 500 cartouches.
Une catapulte, encastrée dans la plage avant, transportait deux hydravions. Parmi les modèles embarqués, on trouve le Piaggio P.6 (en), le Macchi M.41 (en), le CANT 25AR (en), le CMASA M.F.6 (it) et enfin le IMAM Ro.43 à partir de 1938.

## Historique

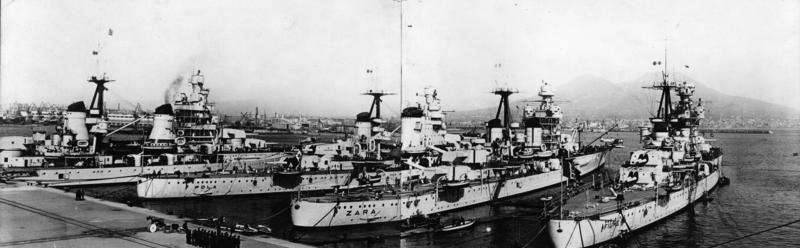
Le Zara (le second en partant de la droite) avec le Fiume et le Pola à Naples en avril 1938.

Le nouveau croiseur lourd fut un temps — avec ses sister-ships — le plus puissant navire de la Regia Marina, puisque les cuirassés de classe Conte di Cavour étaient en pleine refonte au début des années trente.
En août 1932, le Zara participe à des exercices d'entraînement dans le golfe de Naples. Le 13 août, le roi Victor Emmanuel III rend visite à l'équipage. Le navire devient navire amiral de la Première Escadre Navale en septembre. Du 6 au 7 juillet 1933, il prend part à une revue navale devant Benito Mussolini se déroulant dans le golfe de Naples. Une deuxième revue se déroule le 27 novembre 1936, accueillant à bord du navire le roi Victor Emmanuel III, son fils Umberto II, Mussolini et le Régent de Hongrie Miklós Horthy. Une troisième se déroule le 7 juin 1937 pour le Field marshal Werner von Blomberg, ministre allemand de la Défense. Le 16 septembre, le cuirassé Conte di Cavour prend le commandement de l'escadre. Une dernière revue navale sera tenue le 5 mai 1938 pour la visite d'Adolf Hitler, avant le déclenchement de la Seconde Guerre mondiale.
Le 7 mars 1939, le Zara et ses sister-ships quittent Tarente pour intercepter une escadre de navires de guerre espagnols — trois croiseurs et huit destroyers — tentant d'atteindre la mer Noire. Les navires italiens reçoivent l'ordre de ne pas ouvrir le feu mais de simplement tenter d'empêcher la progression des navires espagnols et de les forcer à accoster à Augusta, en Sicile. Le commandant espagnol refuse et les navires font route à Bizerte, en Tunisie française, où ils sont internés. Un mois plus tard, du 7 au 9 avril, le Zara soutient l'invasion italienne de l'Albanie. Présent à Gênes pour le Jour de la marine le 10 juin, il passe le reste de l'année 1939 ancré au port.

### Seconde Guerre mondiale
Lorsque l'Italie rejoint officiellement le camp de l'Axe pendant la Seconde Guerre mondiale en déclarant la guerre à la France et la Grande-Bretagne le 10 juin 1940, le Zara est affecté à la 1re Division de la 1re Escadre, comme navire amiral du Contrammiraglio Matteucci, en compagnie du Gorizia, du Fiume et de quatre destroyers de classe Oriani, de la 9e Flottille de destroyer. Basée à Tarente, la division est envoyée en patrouille au large de l'île de Crète. Les 11 et 12 juin, les navires sont attaqués par un sous-marin inconnu, les destroyers contre-attaquent sans succès. Le 21 juin, le Zara et le reste de la division sont transférés à Augusta, prêts à intercepter des convois alliés en Méditerranée. Le lendemain, la 1re Division effectue une patrouille avec les 2e et 3e Divisions, mais ils ne trouvent aucun bâtiment allié.
Le Zara connait son baptême du feu le 9 juillet 1940 au cours de la bataille de Calabre. Le 30 juillet, la 1re Division escorte un convoi de Benghazi jusqu'à Tripoli, en Libye italienne, retournant à Augusta le 1er août. Début septembre, la Division intervient au cours de l'Opération Hats, un convoi de ravitaillement à destination de l'Égypte, en raison de la présence de l'Ark Royal, qui lance deux raids sur Cagliari en diversion à la traversée du convoi.
Le Zara est présent lors de la bataille de Tarente dans la nuit 11 au 12 novembre, mais il n'est pas endommagé lors de l'attaque britannique. Comme le reste de la Regia Marina, le croiseur lourd se replie à Naples pour tenter d'éviter une nouvelle attaque de ce genre. Il est ensuite envoyé à La Spezia pour une maintenance qui durera jusqu'au 9 décembre. De nouveau stationné à Naples, il est envoyé à La Maddalena en Sardaigne, le 15 décembre, après un bombardement britannique. Quatre jours plus tard, le navire retourne à Naples. Le 22, il fait route à Tarente où il reçoit la visite du nouveau Commandant de la Division, le vice-amiral (it) Carlo Cattaneo. Début 1941, il effectue des exercices d'entrainement en compagnie du Gorizia et du Pola. À la mi-mars, le Zara, le Pola et le Fiume s’entraînent aux tirs d’artillerie.

#### Bataille de Matapan

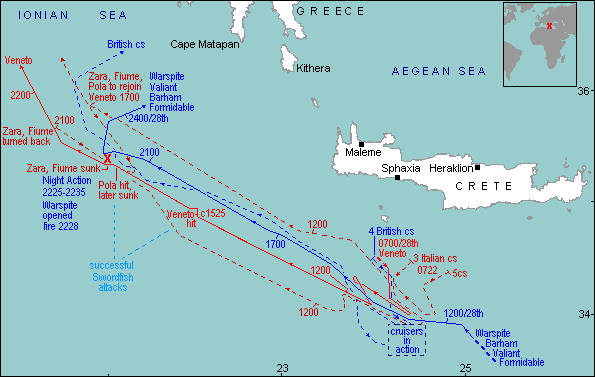
Carte des mouvements des Flottes italiennes et britanniques lors de la bataille du cap Matapan.

Le 25 mars, les services de renseignement anglais avertissent Cunningham que les italiens préparent une offensive navale contre les convois reliant l'Égypte à la Grèce.
La Marine italienne va y déployer ses meilleurs unités sous le commandement de l'amiral Jachino : le cuirassé Vittorio Veneto, les croiseurs lourds Bolzano, Trieste, Fiume, Pola et Zara, les croiseurs légers Luigi di Savoia Duca degli Abruzzi et Giuseppe Garibaldi ainsi que 17 destroyers.
Face à cette démonstration de force, l'amiral Cunningham va déployer des forces non négligeables à savoir le porte-avions Formidable, les cuirassés Barham, Valiant et Warspite, les croiseurs légers Ajax, Gloucester, Orion, Perth et 12 destroyers. Le 27 mars, le Vice-amiral Henry Pridham-Wippell avec les croiseurs légers Ajax, Gloucester, Orion, Perth et trois destroyers quittent les eaux grecques pour gagner une position au sud de la Crète tandis que le même jour, l'amiral Cunningham appareille d'Alexandrie pour retrouver les croiseurs légers.
Le 28 mars à 7 h 55, le groupe de l'Amiral Ugo Sansonetti (en) repéra le groupe de l'Amiral Pridhal-Wippell. Comprenant que les croiseurs anglais attendaient des renforts, les italiens attaquèrent à 8 h 12, ouvrant le feu à 22 000 mètres, mais sans grand d'effet. Après une heure de combat, les italiens rompirent le contact, puis tournèrent vers le nord-ouest pour retrouver le groupe organisé autour du Vittorio Veneto, suivis à distance (hors portée de tir) par les britanniques. À 10 h 55, le Vittorio Veneto retrouva les croiseurs italiens et ouvrit immédiatement le feu à 23 000 mètres sur des cibles imprécises, mais obligea les croiseurs alliés à rompre le combat non sans quelques dommages à cause des shrapnels des obus de 381 mm pendant que les Italiens se lançaient à leur poursuite. Au même moment, les avions torpilleurs attaquèrent le Vittorio Veneto mais sans le toucher. Ils obligèrent les navires italiens à manœuvrer, perturbant ainsi leur poursuite, qui fut stoppée à 12 h 20. L’Amiral Jachino décida de se replier sur l'Italie pour se placer sous la couverture aérienne de la Regia Aeronautica, ayant de nombreuses unités stationnées dans la région de Tarente. À 15 h 9, les italiens furent de nouveau attaqués par des Albacore sous le commandement du Lieutenant-Commander John Dalyell-Stead, touchant une fois le Vittorio-Veneto à l'arrière, le navire italien embarquant 4 000 tonnes d'eau. Le cuirassé stoppa pour réparer mais put repartir à 16 h 42 à la vitesse de 19 nœuds. Cunningham, mis au courant de l'état du navire-amiral italien entama la poursuite et pour ce faire lança une troisième attaque avec six Albacore et trois Swordfish du Formidable et deux Swordfish venant de Crète entre 19 h 36 et 19 h 50. Une torpille toucha le croiseur lourd Pola, l'obligeant à stopper. Ignorant que les britanniques fonçaient dans leur direction, les croiseurs lourd Zara et Fiume ainsi que des destroyers stoppèrent pour porter assistance au navire endommagé. Une heure plus tard, alors que le Pola allait être pris en remorque, les navires italiens furent informés de la présence des britanniques à proximité .
Peu après 22 h 0, les britanniques repérèrent les italiens au radar et furent capables de se rapprocher sans être repérés par les italiens, totalement incapables de faire face à l'ennemi. Les cuirassés Barham, Valiant et Warspite se rapprochèrent ainsi à 3 500 mètres et ouvrirent le feu sous les éclats des projecteurs. Ce fut un véritable massacre : des artilleurs britanniques racontèrent que des tourelles de croiseurs italiens sautèrent à plusieurs mètres dans les airs. Après seulement trois minutes, le Fiume, le Zara, le Vittorio Alfieri, le Giosué Carducci et le Pola furent mis hors de combat, deux autres (Gioberti et Oriani) parvinrent à s’échapper.
En quelques minutes, le Zara est touché par plusieurs torpilles du Valiant et du Warspite. Le feu se propage à grande vitesse mais il reste à flot, dérivant près du Pola immobilisé. À 2 h 0 du matin, le commandant ordonne le sabordage du navire. Achevé par le Jervis, le navire chavire et a coule en dix minutes. 783 hommes, dont Cattaneo, ont été tués dans la bataille. Le Zara est rayé des registres le 18 octobre 1946.